# A Guerra de Guerrilhas
A Guerra de Guerrilhas (em castelhano:  La guerra de guerrillas) é um manual militar escrito pelo revolucionário marxista-leninista Che Guevara. Publicado em 1961, após a Revolução Cubana, tornou-se referência para milhares de guerrilheiros em vários países do mundo. O livro se baseia na experiência pessoal do Comandante Guevara como guerrilheiro em Cuba, generalizando para leitores que empreenderiam guerrilhas em seus próprios países.
O livro identifica as razões, os pré-requisitos e as lições da guerrilha. A principal razão para conduzir a guerrilha dentro de um país é o esgotamento de todos os meios pacíficos e legais de recurso. O pré-requisito mais importante para conduzir uma guerra de guerrilha em um país é o apoio popular de seu povo ao exército de guerrilha. Che Guevara afirmou que o sucesso da Revolução Cubana forneceu três lições: forças populares podem vencer uma guerra contra um exército regular, as guerrilhas podem criar suas próprias condições favoráveis (sem precisar esperar que as condições ideais tomem forma) e, nas partes subdesenvolvidas da América, o local básico de operação de um exército guerrilheiro é o campo.